# Cmentarz wojenny w Bereściu
Cmentarz wojenny w Bereściu – cmentarz z pierwszej i drugiej wojny światowej znajdujący się we wsi Bereść w województwie lubelskim, w powiecie zamojskim, w gminie Grabowiec.
Założony prawdopodobnie w 1915 r. Otoczony wałem ziemnym. Kwatery z pierwszej drugiej wojny oddzielone parkanem.